# Universitätsbibliothek „Lucian Blaga“

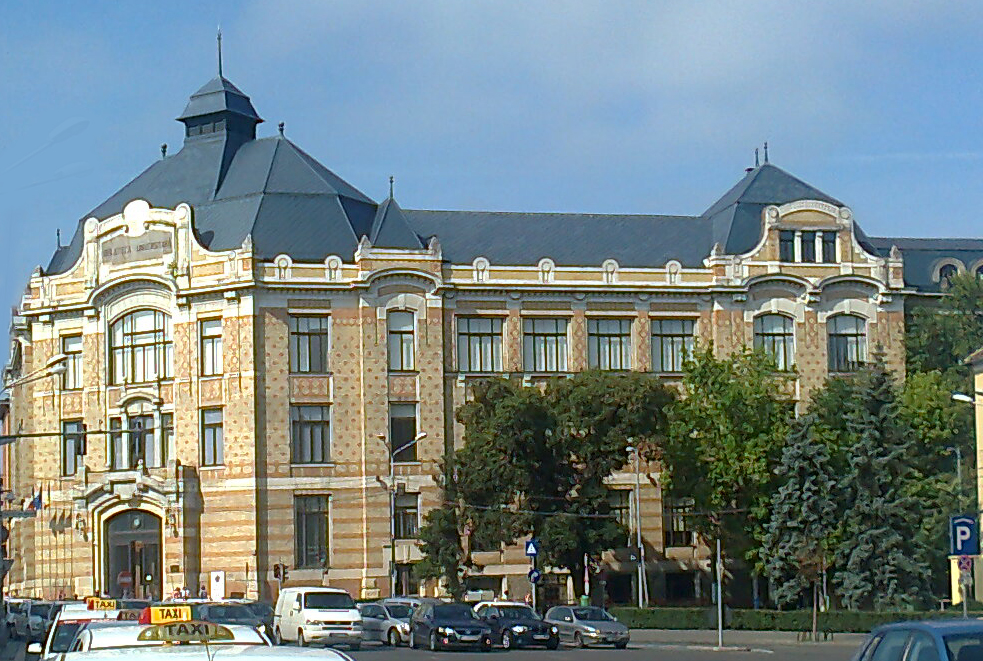
Das Bibliotheksgebäude (2013)

Die Biblioteca Centrală Universitară „Lucian Blaga“ (deutsch Zentrale Universitätsbibliothek, ungarisch Központi Egyetemi Könyvtár) ist die Bibliothek der Babeș-Bolyai-Universität in Cluj-Napoca (Klausenburg) in Siebenbürgen, Rumänien.
1990 erhielt die Bibliothek zusätzlich die Bezeichnung „Lucian Blaga“ – den Namen des rumänischen Dichters und Philosophen – und mit einem Bestand von über 3.660.000 Medien (2011) ist sie, nach der Rumänischen Nationalbibliothek von Bukarest, die zweitgrößte Bibliothek Rumäniens.

## Geschichte
Die Bibliothek wurde 1872 zeitgleich mit der heutigen Babeș-Bolyai-Universität mit einem Anfangsbestand von rund 18.000 Bänden gegründet. Bis 1874 wurde das Siebenbürgische Museum der Universitätsbibliothek Klausenburg angegliedert, dessen Bibliothek 1859 durch den Siebenbürgischen Museum-Verein und Schenkungen der Bischöfe Andrei Șaguna und Alexandru Sterca-Șuluțiu, sowie die Grafen József Kemény und Imre Mikó gegründet wurde.
Bis 1909 war die Bibliothek im Hauptgebäude der Universität untergebracht. Zwischen 1906 und 1908 wurde das heutige Hauptgebäude der Zentralen Universitätsbibliothek nach Plänen der Budapester Architekten Kálmán Giergl und Flóris Korb in historistischem Stil errichtet.
1927 erhielt die Bibliothek die Bezeichnung Biblioteca Centrală Universitară „Ferdinand I.“, benannt nach Ferdinand I. dem rumänischen König. 1948 wurde die bis dahin eigenständige Bibliothek des Siebenbürgischen Museums in die Universitätsbibliothek Cluj-Napoca integriert. Mit Unterstützung zahlreicher rumänischer Forschungsorganisationen (u. a. der Bibliothek der Rumänischen Akademie) vervierfachte sich der Bibliotheksbestand von Ende der 1930er bis Ende der 1940er Jahre von ca. 580.000 Medien auf über 2.000.000 Medien. 1959 kam es zur Gründung der heutigen Babeș-Bolyai-Universität.

## Sammlungen

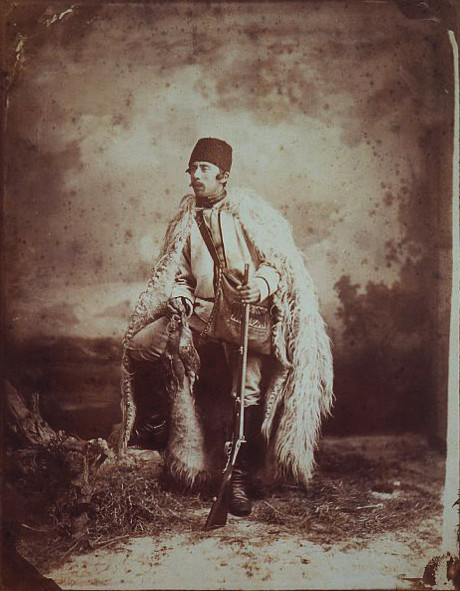
Theodor Glatz: Selbstporträt als siebenbürgischer Rebhuhn-Jäger, Salzpapier (um 1860)

Die Sammlungen der Zentralen Universitätsbibliothek „Lucian Blaga“ und ihr Netzwerk von über 30 Fachbibliotheken hatten 2011 über 3.660.000 Medien.

### Allgemeine Sammlungen

#### Fachbibliotheken
| - Biblioteca de Astronomie - Biblioteca de Botanică - Biblioteca de Business - Biblioteca de Chimie - Biblioteca de Drept - Biblioteca de Educație Fizică și Sport - Biblioteca de Filosofie - Biblioteca de Fizică - Biblioteca de Fiziologia Plantelor - Biblioteca de Fiziologie Animală - Biblioteca de Geografie - Biblioteca de Geologie - Biblioteca de Istorie Modernă - Biblioteca de Istorie Veche și Istoria Artei - Biblioteca de Litere | - Biblioteca de Matematică - Biblioteca de Psihologie și Pedagogie - Biblioteca de Sociologie și Asistență Socială - Biblioteca de Studii Europene - Biblioteca de Știința Mediului - Biblioteca de Științe Economice și Gestiunea Afacerilor - Biblioteca de Științe Politice - Biblioteca de Teatru și Televiziune - Biblioteca de Teologie Ortodoxă - Biblioteca de Teologie Greco-Catolică Cluj-Napoca - Biblioteca de Teologie Greco-Catolică Blaj - Biblioteca de Teologie Greco-Catolică Oradea - Biblioteca de Teologie Romano-Catolică Cluj-Napoca - Biblioteca de Zoologie |

#### Spezialbibliotheken
- Biblioteca Americană
- Biblioteca Germană
- Biblioteca Austria
- Biblioteca de Studii Iudaice

### Sondersammlungen
Die Sondersammlungen der zentralen Universitätsbibliothek halten u. a. Bestände aus den Sammlungen des ehemaligen Siebenbürgischen Museums, wie alte Inkunabeln, Karten, Manuskripte und seltene Bücher zur Geschichte Siebenbürgens.